# 더블 스탠더드
이중잣대(二重 - , 문화어: 이중자대) 또는 더블 스탠더드(영어: double standard)는 유사한 상황에 대해 각자 다른 지침이 불공평하게 적용되는 것을 말한다. 이 개념은 모든 상황에 같은 지침이 적용되는 것이 이상적인 경우를 전제로 한다. 단적인 예로는 언어, 문장, 규칙 등의 어떠한 규범을 한 쪽의 집단에 적용하는 것은 허용되고, 한 쪽의 집단에는 허용되지 않거나 금기시되는 경우가 있다.
따라서 이중잣대는 만인이 평등하게 자유를 누려야 할 원칙이 특정한 집단에 치우쳐 도덕적으로 불공평한 형태로 왜곡되는 일이라고 할 수 있다. 이러한 이중잣대는 '법 앞의 평등'을 내건 현대법의 기본원리에 반하므로 부당하다. 또한 이중잣대는 개개인 각자에게 다른 기준을 내세우기 때문에 모든 기준은 사회 계급·지위·민족·성별·종교·성적 지향·인종 등에 기초한 주관적인 편견·편애를 따르지 않고 모든 사람에게 평등하게 적용되어야 한다는 공평무사의 원칙에도 반한다.
단, 인간의 관습이나 도덕에는 민족이나 종교에 따른 차이가 있기 때문에 이 차이에 따라 적용되는 법률이 다른 경우가 있으며 이를 이중잣대로 보아야 할지는 지극히 어려운 문제이다. 예를 들어 남아프리카에는 일부다처제의 관습이 오랫동안 남아있는 부족에 대해 일부일처제의 예외가 인정된다. 또 신앙하는 종교에 따라 계율이 다르기 때문에, 예를 들어 교도소에서 힌두교 신자인 죄수에게 쇠고기가 든 요리를 먹이는 것은 학대가 되지만 불교 신자는 쇠고기 뿐만 아니라 육류 전반이 문제가 되며, 유대교 신자라면 율법에 따라 도축된 고기 밖에 먹을 수 없다. 이 경우, 교도소 관리규정에 불교 신자의 메뉴와 유대교 신자의 메뉴가 다르게 되어 있어도 이것을 이중잣대라고 할 수는 없다.

## 같이 보기
- 차별
- 내로남불